# Cinnamomum tenuifolium
Cinnamomum tenuifolium là loài thực vật có hoa trong họ Nguyệt quế. Loài này được (Makino) Sugim. miêu tả khoa học đầu tiên năm 1925.